# 雄高 (琉森州)
雄高（德語：Schongau，發音：[ˈʃoːnɡaʊ] ⓘ）是瑞士琉森州的一个市镇，总面积12.46平方千米，2017年12月31日总人口为1,044人。